# Технецієва зоря
Технецієва зоря — зоря, спектр якої містить лінії поглинання легкого радіоактивного металу технецію. Найстабільнішим ізотопом технецію є 98Тс із періодом напіврозпаду 4,2 млн років. Це надто короткий час: технецій не може зберегтися в речовині, з якої утворилася зоря, оскільки він розпадеться ще до утворення останньої. Тому виявлення в 1952 р. технецію в спектрах зір стало однозначним доказом нуклеосинтезу в зорях. Одним із найекстремальніших випадків є зоря R Близнят.
Зорі, які містять технецій, лежать на асимптотичній гілці гігантів (AGB). Це червоні гіганти, але з дещо вищою світністю, ніж гілці червоних гігантів; у них «спалюється» водень у шарі навколо ядра і, час від часу (з інтервалом приблизно 100 000 років[джерело?]) у глибшому шарі спалахує гелій. Технецієві зорі належать до класів M, MS, S, SC і CN. Найчастіше вони є змінними або довгоперіодичними змінними.
Сучасні дослідження свідчать, що технецій з'являється в AGB-зорях не одразу, а після певної еволюції, і що значна кількість таких зір не показує наявність металу у своїх спектрах. Наявність технецію, схоже, пов'язана з «третім зачерпуванням» в еволюції зорі[джерело?].

## Приклади
Нижче перелічено деякі технецієві зорі (у дужках зазначено їхній спектральний клас):
- T Кита(інші мови) (M5-6S)
- R Андромеди[en] (S5-7)
- U Кассіопеї (S5/3)
- W Андромеди[en] (S7/1)
- T Жирафа(інші мови) (S6/5)
- Омікрон1 Оріона (M3S)
- TV Візничого[ru] (S5/6)
- NO Візничого[en] (M2S)
- R Близнят[en] (S5/5)